# Zöld páva
A zöld páva vagy glóriás páva (Pavo muticus) a madarak osztályának tyúkalakúak (Galliformes) rendjébe és a fácánfélék (Phasianidae) családjába tartozó faj.
Legközelebbi rokona az kék páva (Pavo cristatus).

## Előfordulás
Mianmar északi és Kína déli részén, valamint Laosz és Thaiföld, Vietnám és Kambodzsa területén honos. Továbbá Jáva szigetén is megtalálható.
Hajdan India északkeleti régiójában, Bangladesben és Malajziában is élt, bár ezen területekről már kihalt.
Otthon érezheti magát trópusi, illetve szubtrópusi erdőkben, ami lehet akár örökzöld és lombhullató. Továbbá bambuszerdőkben, füves térségekben, szavannákon és gazdasági területeken is megtalálható.
Magyarországon a Balatoni Madárkert rendelkezik nagyobb tenyészállománnyal.

## Alfajai
- jávai páva - Pavo muticus muticus
- indokínai páva - Pavo muticus imperator
- burmai páva - Pavo muticus spicifer

## Megjelenése

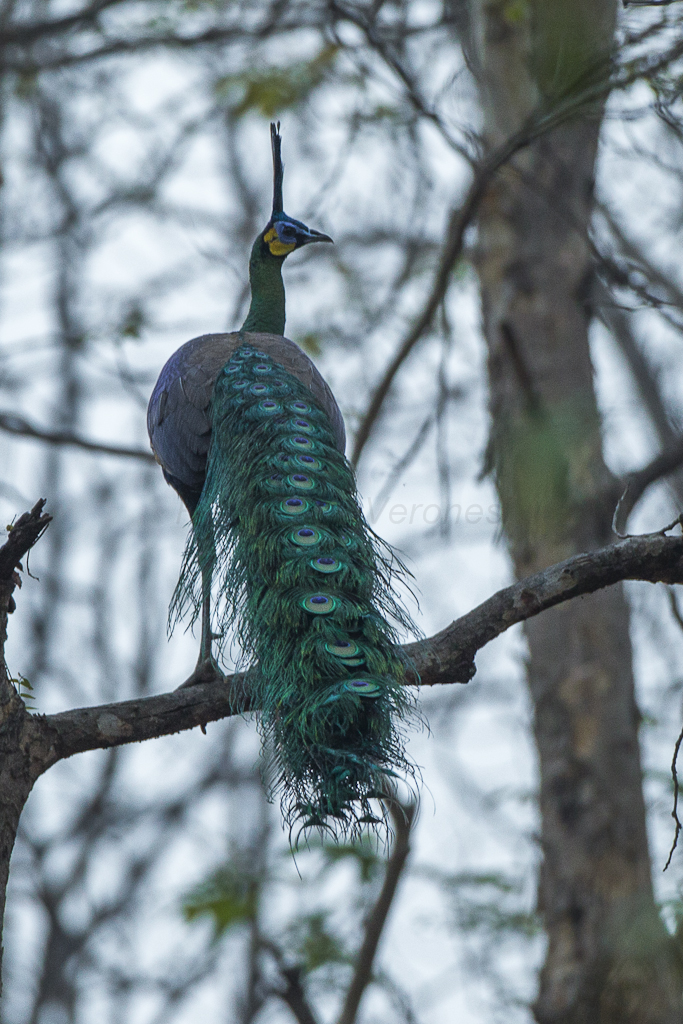

A tyúkalakúak madárrendjének egyik legnagyobb faja, a hímállat hossza akár 244 cm lehet, a tojó pedig 100–110 cm.
Kevésbé ismert, bár látványosabb, színesebb, mint ismertebb rokona, az indiai kék páva, bár az utóbbitól függőlegesebb testtartású, nyakának tollazata pikkelyszerű, fémesen csillogó zöld színű. Bóbitája nem koronaszerű, mint indiai rokonának, hanem csokorban előredől, a kék pávákénál hosszabb.
Érdekesség, hogy a tyúk is színes, fiatal korban kevés szakértő tudja az ivarokat megkülönböztetni. Egy éves kor után alakul ki a kakasok pikkelyes vállmintázata, 3 éves korban jelenik meg a hát és farokfedő tollakból módosult úgynevezett uszály.

## Életmódja
A zöld páva széles körben elterjedt, de nem vonuló faj. A tojók és a fiatalok 2-6 egyedből álló csoportokba verődnek és nem alkotnak párt vagy háremet a hímekkel. Azonban párzási időszakban, ha a tojó áthalad egy felnőtt hím területén, a kakas udvarolni kezd neki, táncol, és függőleges legyező alakban mutatja be lenyűgöző farokfedőjét. Ez április és június között zajlik, és 4-6 tojást eredményez, amelyeket a tojó 26-28 napig költ. A fiatal állat a kikeléstől számított két héten belül repülhet, de a következő költési időszakig az felnőtteknél marad. A felnőtt madár a költés után vedlik, és bár a hím elveszíti pompás farokfedőjét, a szárnytollak olyan gyorsan regenerálódnak, hogy a vedlés alatt is végig repülhet. A hímek, tojók és a fiatal egyedek közötti kapcsolatokat nem ismerjük teljesen, és úgy tűnik, számos párzási rendszer létezik. Bár a vadon élő hím magányosan él, de fogságban a zöld páva monogám párokat alkot.
Mindenevő; magvakkal, rovarokkal, hajtásokkal, rügyekkel, fiatal levelekkel, és gyümölcsökkel táplálkozik.

## Természetvédelmi állapot
A tollaiért és húsáért való vadászata, a fiókák és a tojásai kisállatpiacra való begyűjtése, a gazdálkodók mérgezései és az élőhely csökkenése illetve átalakulása veszélyezteti a fajt.
1995-ben 10-20 ezer közé tették állományát. Az IUCN szerint veszélyeztetett (Endangered).

## Képek
|  |  |  |  |